# Уборок (Добрушский район)
Уборок (бел. Уборак) — посёлок в Кормянском сельсовете Добрушского района Гомельской области Республики Беларусь.

## География

### Расположение
В 20 км на восток от районного центра Добруш и железнодорожной станции в этом городе расположенной на линии Гомель — Унеча, в 38 км от Гомеля, в 2 км от границы с Россией.

### Гидрография
В 1-2 км от посёлка расположено водохранилище Уборок (река Нетеша).

### Экология
На севере Ельник — республиканский памятник природы.

## Транспортная система
Транспортная связь по просёлочной, а затем по автодороге Брянск — Гомель. В посёлке 15 жилых домов (2004 год). Планировка из 2 коротких прямолинейных улиц с меридиональной ориентацией, связаны на севере короткой улицей. Застройка деревянными домами усадебного типа.

## История
Посёлок основан переселенцами с соседних деревень в начале XX века. Наиболее активная застройка велась в 1920-е годы. В 1926 году в Хорошевском сельсовете Гомельского округа, с 20 февраля 1938 года Гомельской области. В посёлке находилась школа. В 1926 году в Селищанском сельсовете. В 1929 году жители вступили в колхоз.
Во время Великой Отечественной войны в посёлке и его окрестностях базировались Добрушский подпольный район ВКП(б) Белоруссии и Добрушская партизанская бригада.
В 1959 году посёлок находился в составе колхоза имени С.М. Кирова с центром в деревне Хорошевка.
C 1 декабря 2009 года по 22 июля  2015 года находился в составе Кузьминичского сельсовета. С 22 июля 2015 года находится в составе в Кормянского сельсовета. 

## Население

### Численность
- 2004 год — 15 дворов, 19 жителей

### Динамика
- 1926 год — 64 дворов, 336 жителей
- 1959 год — 296 жителей (согласно переписи)
- 2004 год — 15 дворов, 19 жителей

## Достопримечательность

### Памятник, скульптура
- В честь Добрушской партизанской бригады имени И. В. Сталина установлена стела (1980).